# حمص كبير
حمص كبير (الاسم العلمي:Cicer grande) هي نوع نباتي يتبع جنس الحمص من فصيلة البقولية.